# 마디개미속
마디개미속은 개미의 한 속으로 개미의 아과인 시베리아개미아과에 속한다. 63종의 개미가 마디개미속에 속하는 것으로 알려졌다.